# Köyhänjärvi
Köyhänjärvi eller Köyhäinjärvi är en sjö i Finland. Den ligger i kommunen Reisjärvi i landskapet Norra Österbotten, i den centrala delen av landet, 400 km norr om huvudstaden Helsingfors. Köyhänjärvi ligger 114,8 meter över havet. Arean är 73 hektar och strandlinjen är 3,86 kilometer lång. Sjön  ingår i Kalajoki älvs huvudavrinningsområde.   I omgivningarna runt Köyhänjärvi växer i huvudsak blandskog.